# Францишкув-Новий
Францишкув-Новий (пол. Franciszków Nowy) — село в Польщі, у гміні Бедльно Кутновського повіту Лодзинського воєводства.
Населення — 157 осіб (2011).
У 1975-1998 роках село належало до Плоцького воєводства.

## Демографія
Демографічна структура станом на 31 березня 2011 року:
|          | Загалом | Допрацездатний вік | Працездатний вік | Постпрацездатний вік |
| -------- | ------- | ------------------ | ---------------- | -------------------- |
| Чоловіки | 84      | 21                 | 56               | 7                    |
| Жінки    | 73      | 11                 | 44               | 18                   |
| Разом    | 157     | 32                 | 100              | 25                   |